# Dabou
Dabou is een van de departementen in Ivoorkust en tevens de naam van de hoofdstad van dit departement. Dabou is tevens de hoofdstad van het zuidelijke district Lagunes. De hoofdstad heeft een eigen ziekenhuis en een vliegveld en ligt aan de Ébriélagune.